# 香芝・広陵消防組合
香芝・広陵消防組合（かしば・こうりょうしょうぼうくみあい）は、奈良県香芝市、北葛城郡広陵町の消防組織（消防組合）。消防本部は香芝市に置かれていた。奈良県広域消防組合に統合し解散した。

## 沿革
- 1975年10月1日 - 香芝町消防本部を設置する。
- 1989年4月1日 - 香芝・広陵消防組合を設置する。
- 2014年4月1日 - 奈良県広域消防組合に統合し解散した[1][2][3]。

## 組織
- 本部－総務課、予防課、警防課、救急救助課
- 消防署

## 主力機械
消防車・救急車等（2010年1月現在）
- 消防ポンプ車：2
- 水槽付消防車：2
- はしご付消防車：1
- 化学消防車：1
- 高規格救急車等：5
- 指令車：3
- 積載車：1
- その他：6

## 消防署
| 消防署     | 住所                |
| ---------- | ------------------- |
| 香芝消防署 | 香芝市本町1462      |
| 広陵消防署 | 広陵町大字疋相374-1 |